# Plivanje na OI 1932.

## Pojedinačna natjecanja

### 100 m slobodno
| Mjesto | Država | Plivač           | Vrijeme |
| ------ | ------ | ---------------- | ------- |
| 1.     | Japan  | Yasuji Miyazaki  | 58,2 s  |
| 2.     | Japan  | Tatsugo Kawaishi | 58,6 s  |
| 3.     | SAD    | Albert Schwartz  | 58,8 s  |

| Mjesto | Država     | Plivačica              | Vrijeme    |
| ------ | ---------- | ---------------------- | ---------- |
| 1.     | SAD        | Helene Madison         | 1:06,8 min |
| 2.     | Nizozemska | Willemijntje den Ouden | 1:07,8 s   |
| 3.     | SAD        | Eleanor Garatti        | 1:08,2 min |

### 400 m slobodno
| Mjesto | Država    | Plivač          | Vrijeme    |
| ------ | --------- | --------------- | ---------- |
| 1.     | SAD       | Clarence Crabbe | 4:48,4 min |
| 2.     | Francuska | Jean Taris      | 4:48,5 min |
| 3.     | Japan     | Tsutomu Oyokota | 4:52,3 min |

| Mjesto | Država | Plivačica      | Vrijeme    |
| ------ | ------ | -------------- | ---------- |
| 1.     | SAD    | Helene Madison | 5:28,5 min |
| 2.     | SAD    | Lenore Kight   | 5:28,6 min |
| 3.     | JAR    | Jenny Maakal   | 5:47,3 min |

### 1500 m slobodno
| Muškarci - 1500 m slobodno \| Mjesto \| Država \| Plivač \| Vrijeme \| \| ------ \| ------ \| -------------- \| ----------- \| \| 1. \| Japan \| Kusuo Kitamura \| 19:12,4 min \| \| 2. \| Japan \| Shozo Makino \| 19:14,1 min \| \| 3. \| SAD \| James Cristy \| 19:39,5 min \| |        |                |             |
| Mjesto | Država | Plivač         | Vrijeme     |
| 1. | Japan  | Kusuo Kitamura | 19:12,4 min |
| 2. | Japan  | Shozo Makino   | 19:14,1 min |
| 3. | SAD    | James Cristy   | 19:39,5 min |

### Leđni stil
| Mjesto | Država | Plivač          | Vrijeme    |
| ------ | ------ | --------------- | ---------- |
| 1.     | Japan  | Masaji Kiyokawa | 1:08,6 min |
| 2.     | Japan  | Toshio Irie     | 1:09,8 min |
| 3.     | Japan  | Kentaro Kawatsu | 1:10,0 min |

| Mjesto | Država                 | Plivačica          | Vrijeme    |
| ------ | ---------------------- | ------------------ | ---------- |
| 1.     | SAD                    | Eleanor Holm       | 1:19,4 min |
| 2.     | Australija             | Phillomena Mealing | 1:21,3 min |
| 3.     | Ujedinjeno Kraljevstvo | Elizabeth Davies   | 1:22,5 min |

### Prsni stil
| Mjesto | Država   | Plivač            | Vrijeme    |
| ------ | -------- | ----------------- | ---------- |
| 1.     | Japan    | Yoshiyuki Tsuruta | 2:45,4 min |
| 2.     | Japan    | Reizo Koike       | 2:46,6 min |
| 3.     | Filipini | Teofilo Yldefonzo | 2:47,1 min |

| Mjesto | Država     | Plivačica      | Vrijeme    |
| ------ | ---------- | -------------- | ---------- |
| 1.     | Australija | Clare Dennis   | 3:06,3 min |
| 2.     | Japan      | Hideko Maehata | 3:06,4 min |
| 3.     | Danska     | Else Jacobsen  | 3:07,1 min |

## Štafetna natjecanja

### Slobodni stil
| Mjesto | Država   | Plivači                                                         | Vrijeme    |
| ------ | -------- | --------------------------------------------------------------- | ---------- |
| 1.     | Japan    | Hisakichi Toyoda Masanori Yusa Yasuji Miyazaki Takashi Yokoyama | 8:58,4 min |
| 2.     | SAD      | George Fissler Francis Booth Manuella Kalili Maiola Kalili      | 9:10,5 min |
| 3.     | Mađarska | András Wanie András Székely István Barany László Szabados       | 9:31,4 min |

| Mjesto | Država                 | Plivačice                                                           | Vrijeme    |
| ------ | ---------------------- | ------------------------------------------------------------------- | ---------- |
| 1.     | SAD                    | Helen Johns Eleanor Saville Josephine McKim Helene Madison          | 4:38,0 min |
| 2.     | Nizozemska             | Willemijntje den Ouden Maria Oversloot Cornelia Ladde Marie Vierdag | 4:47,5 min |
| 3.     | Ujedinjeno Kraljevstvo | Margaret Cooper Elizabeth Davies Edna Hughes Helen Varcoe           | 4:52,4 min |